# Agilkia
Agilkia è un'isola nel lago Nasser, a 117 m s.l.m.

## Geografia
L'isola è incastonata nello specchio d'acqua compreso tra la diga di Assuan e la vecchia diga di Assuan, costruita nei primi anni del '900. Lo specchio d'acqua è punteggiato da altri isolotti come Biga (o Bigae, Bige, ma anticamente denominato pure Senmet) - oggi parzialmente sommerso, si credeva che vi si trovasse la vera tomba di Osiride -, Hesa (o Hasa, El-Heisa, Geziret el Atik), File ed altri più piccoli, tra cui Konosso e Sehel (o Seheil), altri due importanti siti di graffiti geroglifici.
Per interessamento dell'UNESCO, il Gruppo Iri/Iritecna, tramite le società Condotte Acque di Roma e la Mazzi Estero di Verona (in seguito riunite sotto la sigla Condotte-Mazzi Estero S.p.A.), è stato l'attuatore, nel quinquennio 1975-1980, di un'opera straordinaria: il salvataggio, con relativo trasferimento, dei santuari dell'isola di File, in Egitto, nella vicina isola di Agilkia.
Il complesso monumentale dei templi di Abu Simbel, edificato su ordine di vari faraoni succedutisi nel tempo, in onore delle diverse divinità adorate nei secoli, era soggetto a periodiche inondazioni delle acque del fiume Nilo, provocate dalle aperture della Diga di Assuan nel 1902, poi sopraelevata (1912 e 1930), infine la Grande Diga (1960-1970), nonché dalle cicliche piene dell'artificiale Lago di Nasser.
Progetto di proporzioni grandiose, lo sviluppo e il livellamento dell'isola di Agilkia, che ha permesso di ricreare esattamente la topografia di File, isola pianeggiante, più in alto di 12,40 metri, ha richiesto l'uso di 150 tonnellate di dinamite per far saltare 900 000 tonnellate di roccia.

## Vedi anche
- Templi di File